# به‌ملاطفت دوستم بدار
به‌ملاطفت دوستم بدار (انگلیسی: Love me tender)، ترانه‌ای ست عاشقانه در سال ۱۹۵۶ میلادی توسط الویس پریسلی خواننده آمریکایی اجرا شد. وی این ترانه را در سال ۱۹۵۶ برای فیلمی به همین نام(love me tender) ضبط کرد.
شاعر و آهنگساز این ترانه کن داربی است که آنرا با نام مستعار و به نام همسرش «ورا متسون» و الویس نوشته است. این ترانه در آرسی‌ای رکوردز ضبط شد و در دو جدول بهترین‌های موسیقی و همچنین پرفروش‌ترینهای موسیقی، به مقام نخست دست یافت. ملودی آن اقتباسی‌ست از تصنیف Aura Lee که دربارهٔ جنگ‌های داخلی آمریکا است.
از موسیقی این ترانه در فیلمهای زیادی استفاده شده است که از میان آن‌ها می‌توان به فیلم‌های از ته دل وحشی، جان‌سخت ۲، ماه عسل در وگاس، دفتر خاطرات شاهزاده خانم ۲: تعهد سلطنتی، ۹۰ دقیقه در بهشت اشاره کرد.